# Panchala paraganesa
Panchala paraganesa är en fjärilsart. Panchala paraganesa ingår i släktet Panchala och familjen juvelvingar. Inga underarter finns listade i Catalogue of Life.